# Papuascincus stanleyanus
Papuascincus stanleyanus là một loài thằn lằn trong họ Scincidae. Loài này được Boulenger mô tả khoa học đầu tiên năm 1897.